# Contre-jour (Breslau)
Pour les articles homonymes, voir Contre-jour.
Contre-jour, tableau réalisé en 1888 par la peintre suisse Louise Catherine Breslau, est une œuvre de la fin du XIXe siècle qui fait partie du patrimoine artistique et culturel de la Suisse.
L'œuvre, propriété de la Suisse, est conservée au Musée des Beaux-Arts de Berne. Elle n'est actuellement pas exposée. 

## Description
L'œuvre est une peinture à l'huile sur toile représentant le couple que la peintre forme avec l'artiste Madeleine Zillhardt, dans leur maison-atelier de Neuilly-sur-Seine, près de Paris, en France, à l'heure du thé.
L'artiste travaille le contre-jour en plaçant les deux sujets devant une fenêtre, dont le jour éblouie presque le spectateur. Elle propose un jeu de couleurs claires et sombres ;  elle se représente, proche de la fenêtre, vêtu de blanc, et elle peint Madeleine Zillhardt, sa compagne, dans la pénombre, vêtu de noir. Le chat sur ses genoux rappelle la dynamique hétéronormée de son couple, où Madeleine Zillhardt avait un rôle de muse, s'occupant du travail domestique, pendant que Louise Breslau avait le rôle d'artiste pensante (d'ou le livre dans ses mains). 

## Le sujet
Louise Catherine Breslau (1856-1927) est notamment célèbre pour ses tableaux représentant l'intimité.
L'artiste suisse est exposée dans de nombreuses institutions, notamment dans le Musée d'Art et d'Histoire de Genève de Genève, le musée d'Orsay de Paris et le musée cantonal de Lausanne.
Dans cette œuvre, la peintre se représente elle-même, avec sa compagne Madeleine Zillhardt (1863-1950).

## Réception critique
Le tableau est cité par le journaliste et critique d'art Arsène Alexandre (1859-1937) dans son ouvrage Les Maîtres de l'Art moderne. Anatole France, dans L'Univers Illustré du 12 Janvier 1889, qualifie le tableau d'« étude d’ombres d’une vérité saisissante ».